# Seasons: Rising
Seasons: Rising é o título do quinto álbum de originais de David Fonseca e foi lançado no dia 21 de Março de 2012. Seasons relata um ano na vida do cantor através das suas canções, associando o calendário às novas composições até Março de 2013. 
David Fonseca assegurou uma parte significativa da instrumentação contando ainda com a colaboração de alguns músicos que o acompanham habitualmente ao vivo como Sérgio Nascimento na bateria, Nuno Simões no baixo e Francisca Cortesão (Minta) nos coros, e ainda de Rui Maia, músico da banda X-Wife, responsável por alguns dos sons de teclado.
Este álbum foi editado a 21 Março, o primeiro volume de Seasons com o subtítulo Rising, e a 21 de Setembro foi editado o segundo volume, sub-intitulado Falling.

## Faixas
1. Under the Willow
2. What Life Is For
3. The Beating of the Drums
4. Every Time We Kiss
5. It Feels Like Something
6. Heavy Heart (It Won't Go Away)
7. Armageddon
8. Whatever the Heart Desires
9. Go*Dance*All*Night
10. We're So Much Better Than This
11. I Would Have Gone and Loved You Anyway

## Faixas Extras
1. Ballroom Theme (21/04/12)
2. Meet You In The Middle (20/07/12)

| Críticas profissionais | Críticas profissionais |
| Avaliações da crítica  | Avaliações da crítica  |
| Fonte                  | Avaliação              |
| ---------------------- | ---------------------- |
| Ípsilon                | [ 3 ]                  |
| Disco Digital          | Positivo               |